# Polytrichum ferrugineum
Polytrichum ferrugineum là một loài rêu trong họ Polytrichaceae. Loài này được Brid. mô tả khoa học đầu tiên năm 1806.